# Kola Real
Kola Real, a veces abreviado KR, es una serie de bebidas gaseosas pertenecientes al grupo peruano Industrias San Miguel (ISM). Actualmente no solo se comercializa en su país de origen (Perú), también en la República Dominicana, Estados Unidos, Haití, partes de Brasil (bajo el nombre de Goob) y el norte de Chile (Arica y Parinacota y Tarapacá).

## Historia

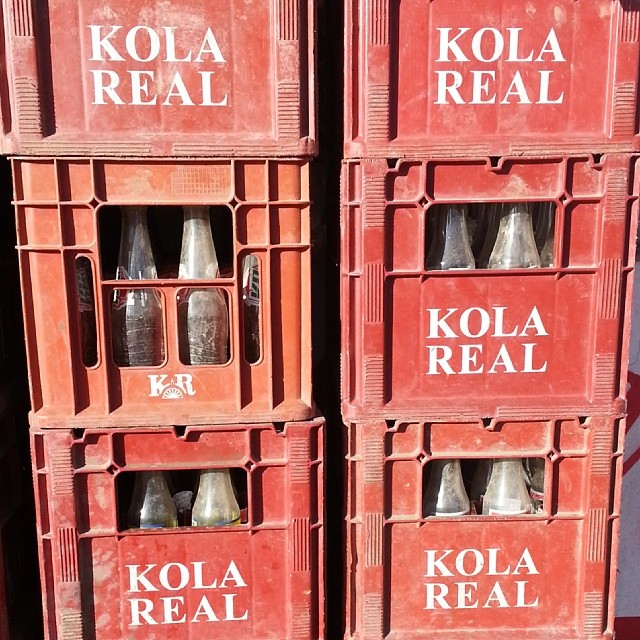
Cajas de Kola Real

Kola Real fue fundada en 1988 por la familia Añaños en la ciudad de Ayacucho, Perú. Un grupo de seis hermanos y sus padres crearon la empresa en el patio de su casa para lograr más ingresos, debido a que no podían vivir de su fuente normal, la agricultura, porque el terrorismo asolaba al Perú en ese tiempo y era difícil obtener el sembrío.
Las primeras gaseosas de Kola Real eran comercializadas en botellas de cerveza, aprovechando que el hermano mayor de los Añaños, Jorge, tenía experiencia con la distribución de esa bebida. Empezaron a producir en una rudimentaria máquina llamada Atahualpa, que aún se conserva en una de las plantas en el Perú. La formación técnica de los hermanos, que en su mayoría eran ingenieros, permitió que elaboraran una agradable bebida, sin muchos químicos. Se comenzó a distribuir entre los vecinos, luego entre los pobladores de la localidad donde vivían, y poco a poco fueron extendiéndose hasta alcanzar otras ciudades del Perú. Paradójicamente, el crecimiento de la empresa se favoreció con la decisión de los grupos terroristas de solo dejar ingresar a Ayacucho a los camiones con productos que pagaran cupos, por lo que la competencia con otras bebidas fue muy pequeña.
En 2001, obtuvo el Premio a la Excelencia 2001 por la revista AméricaEconomía.
A inicios de 2010, esta bebida renovó su imagen con un nuevo logotipo que muestra solamente las iniciales: KR.
Tanto AJE como ISM continuaron fabricando la marca KR para el Perú hasta 2017. Desde ese año, ambas compañías acordaron separar las marcas: ISM embotellaría con la denominación de Kola Real (KR), mientras que de Big se encargaría Ajegroup.[cita requerida]
Así, Big Cola ingresó a territorio peruano a competir con Kola Real desde ese preciso año. Hoy en día son dos gaseosas totalmente diferentes, por lo que, aunque ambas comparten historia, actualmente no tienen relación en absoluto y son competidores en el mercado.

## Presencia y distribución
La gaseosa Kola Real se encuentra principalmente en tiendas de barrio (aunque también en supermercados). Solamente se embotella en Perú y en la República Dominicana. En las regiones chilenas de Arica y Parinacota y Tarapacá, se vende esta bebida; pero es fabricada en la ciudad de Arequipa, ya que ISM no tiene planta embolletadora en el país austral. Incluso el sabor de papaya, solamente se encuentra en el norte de Chile, pese a ser fabricado en la planta de Arequipa al igual que los demás sabores.
En Brasil se embotella bajo el nombre de Goob.
Inicialmente el área de distribución de ISM dentro del Perú era desde Tacna hasta el río Santa, pero excluyendo a la capital. Pero desde 2019 el portafolio de ISM se encuentra en Lima.
También se comercializa en Estados Unidos y Haití.

### Sabores
- Perú: Cola, cola zero, piña, piña zero, naranja, guaraná, limón, fresa y uva.
- Chile: Cola, limonada, guaraná, piña, naranja, papaya y frambuesa.
- República Dominicana: Cola, naranja, uva, frambuesa, piña, merengue y limón.
- Brasil (Goob): Cola, cola sin azúcar, guaraná, guaraná sin azúcar, limón, naranja y uva.